# Kuleșiv, Pohrebîșce
Kuleșiv (în ucraineană Кулешів) este un sat în comuna Ceremoșne din raionul Pohrebîșce, regiunea Vinnița, Ucraina.

## Demografie
Componența lingvistică a localității Kuleșiv
     Ucraineană (98,77%)
     Rusă (1,23%)
Conform recensământului din 2001, majoritatea populației localității Kuleșiv era vorbitoare de ucraineană (98,77%), existând în minoritate și vorbitori de rusă (1,23%).